# 董艶梅
董艶梅 (Dong Yanmei、1977年2月5日-)は、中華人民共和国遼寧省瓦房店市出身の陸上競技選手である。女子5000mの元世界記録保持者である。1990年代に話題をさらった馬軍団の選手の一人である。
1997年に上海で行われた運動会の予選で、フェルナンダ・リベイロの14分36秒45の世界記録を破り、14分31秒27の世界新記録を樹立した。しかし、彼女の記録は、2日後に行われた決勝で同じ馬軍団の姜波によって破られた。
2000年シドニーオリンピックの前に、中国オリンピック委員会は馬軍団の選手をシドニーオリンピックに派遣しないこととしたため、オリンピックには出場していない。

## 自己ベスト
- 1500m - 3分55秒07 (1997年)
- 5000m - 14分29秒82 (1997年)
- 10000m - 30分38秒09 (1997年)